# 加尔盖嫩
加尔盖嫩（德語：Galgenen）是瑞士联邦施维茨州马尔希区的市镇。该市镇面积为13.3平方千米，海拔高度425米，2018年12月31日人口数为5,209。